# Philippa Beck

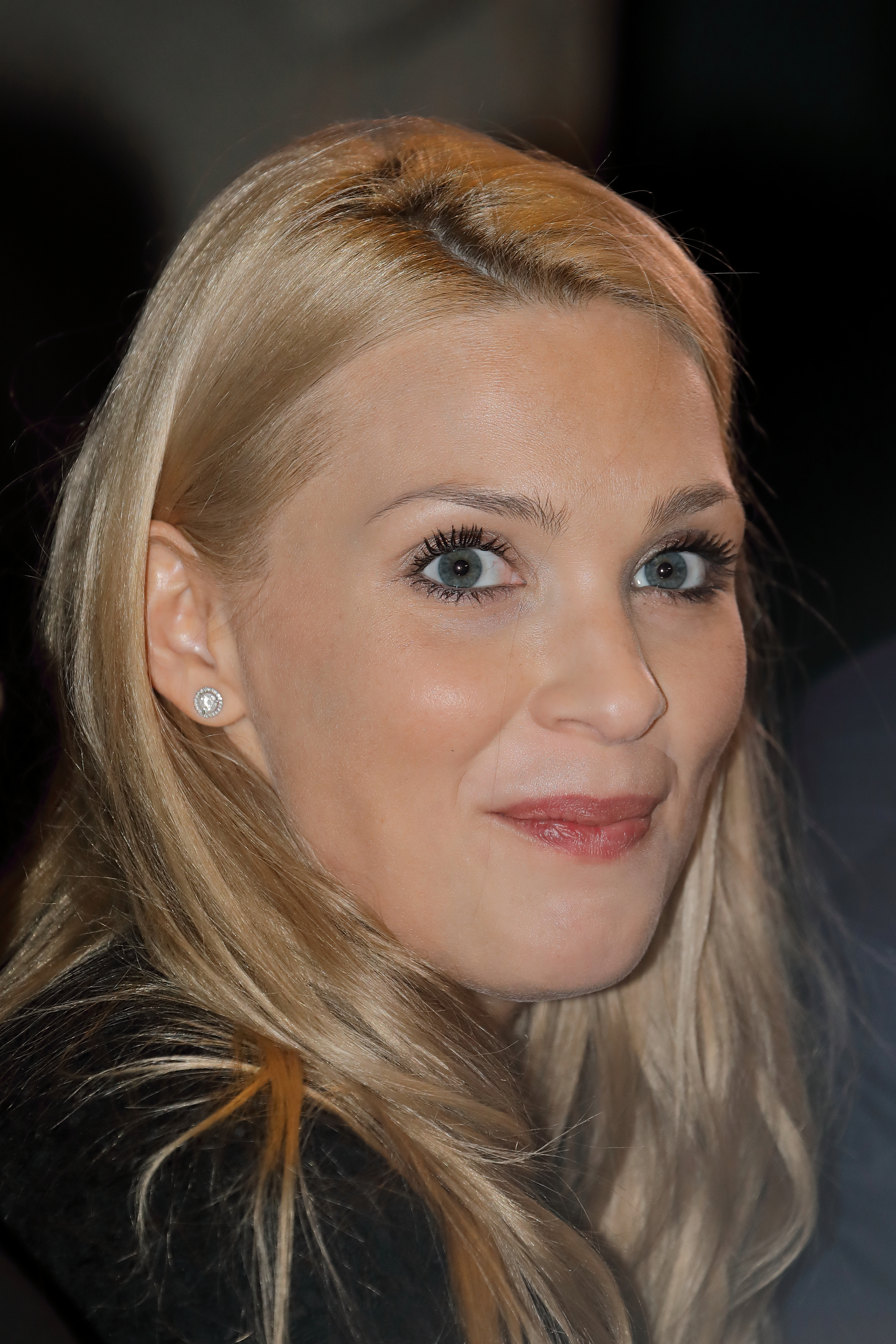
Philippa Strache beim FPÖ-Neujahrstreffen (2019)

Pia Philippa Beck (2016 bis 2023 Pia Philippa Strache; * 1. Dezember 1987 in Wien) ist eine österreichische Politikerin (parteilos, bis Oktober 2019 FPÖ) sowie ehemalige Fernsehmoderatorin und Model. Vom 23. Oktober 2019 bis zum 23. Oktober 2024 war sie Abgeordnete zum österreichischen Nationalrat ohne Klubzugehörigkeit (fraktionslos). Zuvor war sie von 2018 bis 2019 offizielle Tierschutzbeauftragte der FPÖ. Von 2016 bis 2023 war sie mit dem ehemaligen FPÖ-Chef und Vizekanzler Heinz-Christian Strache verheiratet.

## Leben
Philippa Beck legte die Matura ab. 2007 gewann sie den Schönheitswettbewerb des Magazins Madonna.
Sie war fünf Jahre Assistentin von Josef Cap im Parlamentsklub der SPÖ. Nach ihrer Tätigkeit bei der SPÖ verbrachte sie einige Monate in den USA, um an einer Modelkarriere zu arbeiten. Danach war sie zwischen 2012 und 2013 als Pressesprecherin des Teams Stronach tätig. In den Jahren 2016 bis 2017 moderierte sie beim damals neu gegründeten Nachrichten-Spartensender oe24.tv unter anderem das Wetter. Zusätzlich moderierte sie im YouTube-Kanal der FPÖ, FPÖ TV.
Ihre Beziehung mit Heinz-Christian Strache begann im Herbst 2015; ihren ersten gemeinsamen öffentlichen Auftritt hatten sie im Jänner 2016 beim Jägerball in Wien. Die Hochzeit folgte am 7. Oktober 2016. Am 1. Jänner 2019 gebar sie einen Sohn. Im August 2020 gab das Paar bei einer getrennten Zeugenvernehmung zur Frage der Zulassung von Heinz-Christian Strache als Kandidat für die Landtags- und Gemeinderatswahl in Wien 2020 an, getrennt zu leben. Philippa Strache bezeichnete die Ehe ferner als „hoffnungslos zerrüttet“. Im September 2022 reichte sie schließlich die Scheidungsklage ein. Die Scheidung wurde am 30. Jänner 2023 vollzogen.
Seit Juni 2023 trägt sie wieder ihren Mädchennamen Beck.

## Politik
Von Sommer 2018 bis Herbst 2019 war Philippa Strache ehrenamtliche Tierschutzbeauftragte der FPÖ. Zudem war sie für den Auftritt ihres Ehemanns, des damaligen Vizekanzlers Heinz-Christian Strache (FPÖ), in den sozialen Medien verantwortlich. Für diese Tätigkeiten soll sie trotz der öffentlichen Bekundung, ehrenamtlich zu arbeiten, ein monatliches Gehalt von 9500 Euro bezogen haben. Seit September 2019 steht sie gemeinsam mit ihrem Ehemann in der öffentlichen Kritik wegen unlauteren Spesenabrechnungen im Umfeld der FPÖ, dazu zählen teure persönliche Einkäufe, aber auch zu bezahlende Parkstrafen.
Philippa Strache kandidierte bei der Nationalratswahl 2019 für die FPÖ. Ihr endgültiger Einzug in den Nationalrat war wegen Diskussionen um Spesenabrechnungen und wegen der Wahlarithmetik zunächst unklar.
Am 7. Oktober 2019 teilte die FPÖ mit, dass Harald Stefan auf sein Grundmandat verzichten und somit über die Landesliste in den Nationalrat einziehen wolle, wodurch Strache kein Mandat erhalten hätte. Allerdings gab die Landeswahlbehörde am 9. Oktober 2019 bekannt, dass Harald Stefan nicht auf sein Grundmandat verzichten dürfe und Strache somit definitiv über die Landesliste ein Mandat zustehe. Daraufhin erklärten der Bundesparteiobmann Norbert Hofer und der designierte Klubobmann Herbert Kickl umgehend, dass die FPÖ Philippa Strache nicht in ihren Parlamentsklub aufnehmen würde. Ihr Anwalt gab am 22. Oktober 2019 bekannt, dass Strache ihr Nationalratsmandat annehmen und somit als Abgeordnete ohne Klubzugehörigkeit in das Parlament einziehen werde. In der konstituierenden Sitzung der XXVII. Gesetzgebungsperiode am 23. Oktober 2019 wurde sie als Abgeordnete angelobt, am selben Tag wurde sie aus der FPÖ ausgeschlossen. Vorgeworfen wurde ihr parteischädigendes Verhalten im Zusammenhang mit einer schriftlichen Stellungnahme Straches, in der sie erklärt hatte, ihr Mandat anzunehmen, und sich auch über eine „Diffamierungskampagne“ der FPÖ gegen ihre Person beklagt hatte. Seither war Strache wilde Abgeordnete im Nationalrat und hat sich trotz ihres Mandates weitestgehend aus dem öffentlichen und politischen Leben in Österreich zurückgezogen. Der neuen Partei ihres Mannes trat sie nicht bei.

## Positionen
Strache setzte sich gegen eine allgemeine Beißkorb- und Leinenpflicht ein und befürwortete die freie Entscheidung zur Ablegung des Hundeführscheins. Am 20. Jänner 2022 stimmte sie im Nationalrat für den Gesetzesentwurf für die Einführung einer COVID-19-Impfpflicht in Österreich. Sie thematisierte Gewalt gegen Frauen, ohne Verbindungen mit einem Migrationshintergrund herzustellen, und erklärte, dass Gewalt „keine gesellschaftlichen Schichten“ kenne. Zu Wirtschaftssanktionen gegen Russland nach dem russischen Überfall auf die Ukraine sagte sie, es gebe „eine Chance, diesen Krieg wirtschaftlich zu schlagen“.

## Trivia
Philippa Beck spielte 1996, als damals Achtjährige, im Musikvideo zu Mutter, der Mann mit dem Koks ist da von Falco mit.